# 7 octobre dans les chemins de fer
7 septembre 7 novembre
Chronologies thématiques
- Croisades
- Sports
- Disney

Cette page concerne les événements qui se sont déroulés un 7 octobre dans les chemins de fer.

## Événements

### XIXesiècle
- 1826 : aux États-Unis, le Granite Railway, voie industrielle destinée au transport de pierres, commence ses activités. Il est communément considéré comme le premier chemin de fer commercial aux États-Unis, car il a été le premier à se transformer en transporteur public sans fermeture intermédiaire.
- 1872 : en Norvège, inauguration de la ligne de Drammen qui relie Oslo et Drammen.

### XXesiècle
- 1905.  Empire russe :   appel à la grève générale par les syndicats de cheminots dans le cadre de la Révolution russe de 1905[1].
- 1999 : en France, concession de la ligne Nice - Digne des Chemins de fer de Provence est attribuée pour quinze ans à la société Chemins de fer et transport automobile (CFTA), filiale de Vivendi, par le SYMA (Syndicat Mixte Méditerranée Alpes). Le personnel, en majorité opposé à cette décision, se met en grève le 22 décembre jusqu'au 30 janvier 2000.

### XXIesiècle
- 2001 : en Grande-Bretagne, le secrétaire d'État aux Transports, Stephen Byers, décide de placer Railtrack sous administration judiciaire. Railtrack, gérant de l'infrastructure ferroviaire sera remplacé par une société sans actionnaires et sans but lucratif, ce qui équivaut à une renationalisation du réseau.
- 2003 : en Espagne, inauguration du premier tronçon Madrid-Lérida de la ligne nouvelle Madrid-Barcelone.